# PEN International
PEN International (cunoscută ca International PEN până în 2010) și cunoscut și ca PEN Club, este o asociație internațională de scriitori care a fost fondată la Londra, Anglia în 1921 pentru a promova prietenia și cooperarea intelectuală între scriitorii din toată lumea. Asociația are centre autonome PEN International în peste 100 de țări.